# Black Hole Recordings
Black Hole Recordings – лейбл звукозапису, що спеціалізується на електронній музиці, заснований Тейсом Міхілом Верве́стом (відомим як Tiësto) i Арні Бінком в 1997 році.
Початково був заснований з метою популяризації Tiesto проте невдовзі став видавати й композиції інших ді-джеїв, та артистів клубної естради. Наразі Black Hole Recordings є однією з найбільш відомих лейблів електронної музики і співпрацює з такими корпораціями великої четвірки — як Universal Music Group і Warner Music.
До складу лейблу входять також менші лейбли: Magik Muzik, In Trance We Trust, Fatal Tracks, FBI, Songbird, Tunes For You, Wild Life та Maxim. Лейбл має два осідки в Європі - у Лондоні та Бреда (Нідерланди).
Black Hole Recordings видає музику таких артистів як: Airbase, Andain, Andy Duguid, Azotti, BT, "Carl B", "Cary Brothers", Cor Fijneman, Cosmic Gate, Cressida, Dave Schiemann (polak), Pure Butt3rfly, "Emilio Fernandez", "Esmaye", First State, Jes, Johan Gielen, Jonas Steur, John Dahlback, Julie Thompson, "Kimito Lopez", Marcus Schossow, Mr Sam, Phynn, Progression, Dj Preach, Richard Durand, Sied van Riel, Way Out West, Vincent de Moor czy "Virtual Vault", Vadim Bonkrashkov. На лейблі колись записувались Армін ван Бюрен і Феррі Корстен.